# Journal of Mammalian Evolution
Das Journal of Mammalian Evolution (JME) ist eine zoologische Fachzeitschrift, die als offizielle Zeitschrift von der amerikanischen Gesellschaft zur Erforschung der Säugetierevolution, der Society for the Study of Mammalian Evolution herausgegeben wird. Es ist zugleich das Mitgliedermagazin der Gesellschaft.
Das Magazin erscheint seit 1993 mit der 19. Nummer im Jahr 2012, aktuell wird es viermal im Jahr in den Monaten März, Juni, September und Dezember publiziert. Vertrieben wird die Zeitschrift über den Verlag Springer Science+Business Media Niederlande.

## Inhalt
Die Zeitschrift versteht sich als interdisziplinäres Forum für alle Aspekte der Säugetierevolution. Entsprechend enthält sie wissenschaftliche Fachartikel über alle Aspekte der Biologie der Säugetiere, u. a. vergleichende Morphologie, Molekularbiologie und Genetik, Biogeographie, Fortpflanzungs- und Entwicklungsbiologie, Verhaltensbiologie, Taxonomie und Phylogenetik, Ökologie sowie der Methodik zur Rekonstruktion der Evolution der Säugetiere.
Dabei werden Artikel der originären Forschung publiziert, die einem Peer-Review unterzogen wurden.